# 2 Szkolny Pułk Samochodowy
2 Szkolny Pułk Samochodowy (2 psam) — oddział wojsk samochodowych Wojska Polskiego.
Na podstawie rozkazu Nr 31/org. ND WP z 30 września 1944 roku został sformowany 2 Samodzielny Szkolny Pułk Samochodowy. Jednostka została zorganizowana według etatu Nr 032/80. Pierwszym miejscem postoju był Lublin. Później jednostka była przenoszona do miejscowości: Zwierzyniec, Otwock, Legionowo, Bydgoszcz i Chełmno. Pułk był jednostką szkolną i zapasową wojsk samochodowych.
W październiku 1945 roku pułk został przeformowany według etatu Nr 16/7. W pierwszej dekadzie grudnia 1945 do pułku został włączony 1 Szkolny Batalion 1 Pułku Samochodowego wraz z całym składem osobowym i sprzętem.
20 maja 1946 roku ukazał się rozkaz Naczelnego Dowództwa WP, w myśl którego pułk został przeniesiony na etat Nr 16/11. Jednocześnie uległa zmianie nazwa na 2 Szkolny Pułk Samochodowy.
Jesienią 1948 roku, na mocy rozkazu Naczelnego Dowódcy WP, pułk został przeformowany na Oficerską Szkołę Samochodową.